# Albert Friedrich von Anhalt-Dessau

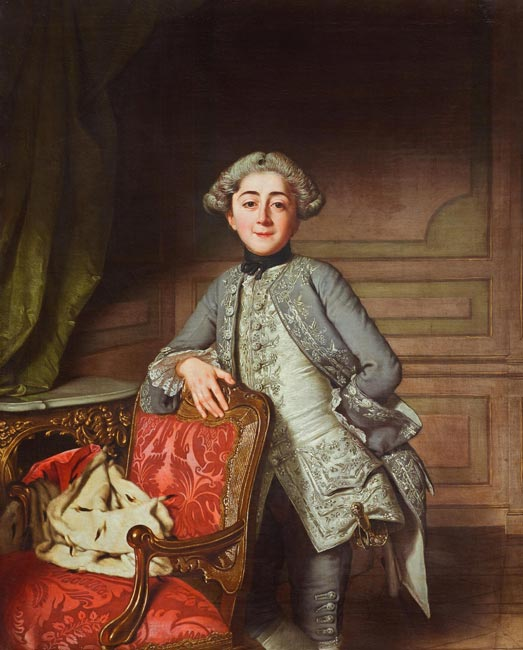
Prinz Albert von Anhalt-Dessau, Gemälde von Christoph Friedrich Reinhold Lisiewski, 1760

Albert von Anhalt-Dessau (* 22. April 1750 in Dessau; † 31. Oktober 1811 in Dessau) war ein Prinz von Anhalt-Dessau.

## Leben
Albert war der jüngste Sohn des Fürsten Leopold II. von Anhalt-Dessau (1700–1751) aus dessen Ehe mit Gisela Agnes (1722–1751), Tochter des Fürsten Leopold von Anhalt-Köthen. Zu seinen Erziehern zählte Benjamin Friedrich Köhler.
Im Jahr 1780 bezog der Prinz das von ihm erbaute Schloss Großkühnau, in dem er auch meistens lebte und dort an den Folgen eines Raubüberfalls verstarb.

## Ehe und Nachkommen
Albert heiratete am 25. Oktober 1774 in Rheda Gräfin Henriette Caroline Louise zur Lippe-Weißenfeld (1753–1795), Tochter des Grafen Ferdinand zur Lippe-Weißenfeld (1709–1781) und Gräfin Ernestine zu Solms-Baruth (1712–1769). Die Ehe blieb kinderlos; Albert und Henriette trennten sich im August 1778.
Der Prinz hinterließ mit Johanne Franke zwei außerehelich geborene Kinder:
- Friederike Henriette Clementine (geb. 1785, gest. vor 1829)
- Gustav Adolf von Heydeck (1787–1856)